# Exocentrus binaluensis
Exocentrus binaluensis är en skalbaggsart som beskrevs av Stefan von Breuning 1956. Exocentrus binaluensis ingår i släktet Exocentrus och familjen långhorningar.
Artens utbredningsområde är Filippinerna. Inga underarter finns listade i Catalogue of Life.